# Franc Veriti
Franc Veriti, nabožni pisec in duhovnik, *16. december 1771, Tolmeč, Italija, † 16. julij 1849, Novo mesto.

## Življenje
Gimnazijo (takratno latinsko šolo) je obiskoval v Vidmu, nato se je vpisal na teologijo, vendar je študij opustil. Nekaj časa se je preživljal kot trgovski vajenec v Bratislavi, štiri leta kot italijanski mornar, za tem je bil gospodar doma, potem pa se je vrnil v Videm, kjer je bil leta 1800 posvečen v duhovnika.
Med letoma 1800 in 1803 je bil kaplan pri italijanskem župniku Ziprianiju v Horjulu. Če so še ob prihodu Veritija v Videm leta 1800 klicali »mutasti kaplan«, ker ni znal slovensko, je v treh letih službovanja toliko izboljšal znanje jezika, da je že spovedoval in pridigal v slovenščini, kasneje pa pisal in izdajal slovenske verske knjige. Leta 1803 je opravljal delo duhovnega pomočnika leta v Selcih (pri Škofji Loki), 1804 pa na Krki. Od 1806 do 1812  je bil vikar v Rovtah pri Logatcu, med letoma 1812 in 1840 župnik v Horjulu, kjer je skrbel tudi za šolo in ljudi učil sadjarstva, leta 1840 se je preselil v Novo mesto in devet let opravljal delo kanonika.

## Delo
Najbolj plodovito obdobje njegovega književnega ustvarjanja je bilo v času župnikovanja v Horjulu in nato v Novem mestu. Napisal je vrsto nabožnih knjig, med njimi največ svetniških življenjepisov. Karol Glazer njegova dela razdeli v dva razdelka (Glazer 1894–1898: 172–173), in sicer v pripovedno in razlagalno zvrst. 
Med pripovedna Veritijeva dela uvršča alegorično povest Popotnik široke in vozke poti ali popisovanje, kako se človek spači, v grehih živi, kako se poboljša in Bogu služi iz leta 1828 ter Življenje svetnikov in Prestavni godovi (1828–1829 in ponatisa 1831, 1855). Med razlagalne tekste prišteva pridige Razlaganje Jezusovih naukov na gori (1827), Razlaganje sv. evangelja vsih nedelj in zapovedanih praznikov (1830), Razlaganje terplenja Jezusa Kristusa (1831), Keršanski katoliški nauk za odrašene ljudi I–V (1834), Keršanski katoliški nauk za otroke, ki se perpravljajo k sv. obhajilu (1836) ter knjigi, namenjeni katehezi (verskemu pouku) odraslih in otrok Premišljevanje terplenja in smerti Gospoda in Odrešenika nasiga Jezusa Kristusa (1845) in Mnogi sveti nauki in zreki iz bukev Pripovist, Pridgarja, Modrosti in Siraha (1846), kjer razlaga modrostne knjige svetega pisma Stare zaveze. Predloga za slednje delo mu je bila Japljeveva izdaja in lekcionar, ki pa jo je izboljšal s pomočjo Ravnikarjeve redakcije lekcionarja Listi inu evangelji (1825) in Škrinjarjevega prevoda modrostnih knjig. Veritijeve izboljšave je kasneje upošteval tudi Jožef Burger, ki je pripravil naslednjo izdajo lekcionarja (1833). Kot dodatek obema usmeritvama Veritijevega pisanja pa Glazer doda še delo, ki je »premišljevalne narave«, Perpravljanje k smerti, ki je bilo napisano leta 1832, izšlo pa 1841. Obsega štiri knjige biblično-liturgični razlag, ki na jasen in razumljiv način obravnavajo odlomke iz Svetega pisma. Delo je bilo pomembno, ker so svetopisemske zgodbe duhovniki v cerkvi sicer prebirali v slovenščini, razlagali pa le redki, kar je vernikom pomagalo pri razumljivosti in hkrati pripomoglo k večji narodni identifikaciji.
Nekatera Veritijeva dela niso doživela natisa, ampak so se ohranila le v rokopisih, ki jih je popisal Josip Marn in so hranjeni v Semeniški knjižnici v Ljubljani. To so Pridige (1824–1827), Zapopadek evangelja, Življenjepisi starozaveznih svetnikov (1845), Zakaj in kako Jezusa ljubiti in mu služiti (1845), več razlag Apostolskih del in Janezovega Razodetja (1846, 1848), Psalmi Davida in njih kratko razlaganje (1849). Razodetje in besedilo psalmov sta izboljšan Travnov prevod v Japljevem Svetem pismu in Škrinjarjev prevod modrostnih knjig. Neobjavljeno je delo Libretto chronologico delle cose e fatti più remarcabili dal principio del mondo fino al 1191 (prepisal 1845), ki vsebuje podatke iz svetovne in cerkvene zgodovine. V rokopisu je ostalo nekaj zdravniških nasvetov, ki poleg poučevanja sadjarskih spretnosti poudarjajo njegovo praktično usmerjenost, in še neocenjene furlanske in italijanske pesmi Canzoni composte in varie occasioni da me F. V. (1798–1800), med katerimi je tudi deset pesmi, ki so nastale ob različnih priložnostih – pri karnevalu, poroki in novi maši, ko je bil še v Vidmu. Čeprav vpliv njegovih del na poznejše pisatelje še ni raziskan, je dejstvo, da je, čeprav tujec, »z vztrajno vnemo in prizadevnim študijem jezika postal rodoviten kranjski pisatelj,« kot je ob izidu prvih knjig zapisal Matija Čop. Pomembno je njegovo sistematično zapisovanje hagiografij, ki so jih ljudje radi prebirali.
Janko Kos prišteva Veritijeve tekste med začetke oblikovanja slovenske pripovedne proze, vendar samo v tolikšni meri, kolikor se od versko-didaktičnega namena širijo v pripovedništvo. Zaradi zvrsti, ki ji pripadajo Veritijeva dela, se to dogaja bolj poredko, zato njegova nabožna dela ostajajo neliterarnega značaja. Svetniški življenjepisi, ki jih Glazer uvršča med pripovedne tekste, imajo po Kosovem mnenju v premajhni meri razvite pripovedne prvine, da bi lahko govorili o kakšni večji literarni vrednosti. Slovensko sodobno pripovedništvo naj bi se torej oblikovalo iz starih evropskih temeljev, ki jih v evropskem pripovedništvu ni več zaslediti od 18. stoletja dalje, s tem pa Kos zavrača Kmeclovo tezo, da je bila za nastanek pripovedne proze pomembna zlasti t. i. »pridižna tradicija«. (Kos 2001: 111–113)

### Popotnik široke in vozke poti
iNajprej je izšla alegorična povest Popotnik široke in vozke poti ali popisovanje, kako se človek spači, v grehih živi, kako se poboljša in Bogu služi (natisnil Leopold Eger, 1828). Leta 1848 je Lovro Pintar v Sloveniji Veritijevo »Popisovanje« označil za »moralični« ali izobrazbeni roman, kar je po Kmeclovem mnenju ustrezna oznaka težnjam slovenske poetološke tradicije, da naj bo literatura (roman) koristna in da preko preprostih zgodb vzgaja ljudi v pobožni narod z ustreznimi moralnimi vrednotami in vrlinami. Fran Levstik leta 1881 v Ljubljanskem zvonu Popotnika označi za »nabožno povest«. Najprimernejša oznaka je po mnenju Matjaža Kmecla »nabožna vzgojna alegorija«, saj o povesti zaradi premalo pripovednih elementov še ne moramo govoriti. Kmecl razume roman in povest kot rezultat romantičnih ubesedovalnih postopkov, zato sta pred romantiko nemogoča. Čeprav Veriti skoraj sočasno z nastajanjem romantike v Sloveniji napoveduje prvo slovensko povest, je sam v slogu in idejnosti precej zastarel. Če je romantika težila k  individualni usodi in duševnosti romantičnega junaka, je Veritijev popotnik kot slehernik, ki se poda na življenjsko pot, pravo nasprotje temu romantičnemu idealu. Zgodba je abstraktna, celotna pripoved je alegorija o dobrem in zlem na svetu – kako težko, a vredno, je delati dobro v svetu, saj bomo na koncu poplačani, med tem ko je zlo lahko delati, ampak usodno. Osebe so samo personifikacije moralnih lastnosti, alegorične podobe oz. prispodobe za dobro in zlo na svetu, ne pa prave literarne osebe. Glavni junak Feliks razen omahljivosti in nevednosti ni deležen posebne karakterne označenosti, manjkajo pa tudi druge temeljne pripovedne prvine – opisi predmetov in oseb, dialog ter konkretiziran dogajalni prostor, ki je v resnici samo prispodoba življenja. Široka pot je pot poželenja in  je pot v pogubljenje. Ozka pot je življenjska pot upoštevanja zapovedi. Mesto Goljufija je alegorična prispodoba hudičevega kraljestva, mesta, v katerem so grešniki, ki bodo odšli v pekel, mesto Resnica pa je Jezusovo kraljestvo, kjer je vsem obljubljeno večno življenje. Človek se sam odloči, katero pot bo izbral, Veritijev namen pa je pomagati ljudem, da se bodo odločili pravilno.
Proti koncu postaja zgodba vedno bolj moralistična, povečuje se delež krščanskega idejnega ozadja. Vedno bolj se uresničuje v pisateljev namen, izražen v Predgovoru, naj bodo bralci kot glavni junak Feliks, naj sprejmejo nasvete in sporočilo njegove pripovedi, da se ogibajo široke poti. Notranja slabost in nepoznavanje krščanskih naukov vodita v pohujšanje. Če življenje sodiš po življenju slabih in grešnih ljudi, ne veš, da grešiš in hodiš po široki poti, ne da bi se tega zavedaš. Veriti poziva k hoji po ozki poti, po kateri se pride v nebeško kraljestvo.
Obstajajo domneve, da delo ni izvirno, ampak predelava kakega nemškega ali italijanskega neznanega teksta s tradicijo alegorično moralističnih zgodb na antični mitološki motiv »dveh poti«, ki so se nato preko krščanstva prenesle v barok, ko so začela nastajati alegorična dela z likom »romarja« ali »popotnika« z alegorično moralistično problematiko v duhu katoliške protireformacije ali pa protestantizma. Popotnik je nastal po kasnejših predelavah iz 18. stoletja. (Kos 2001: 112–113) 
Junak zgodbe je prvoosebni pripovedovalec popotnik Feliks, sin katoliških staršev, ki je med odraščanjem začutil potrebo po kratkočasnem in grešnem življenju. Odloči se, da bo z Radovednostjo po svetu odšel iskat življenjsko srečo. Prideta do razpotja, kjer je desna pot strma, ovinkasta in ozka, leva pa ravna, široka in gladka. Za prvo se odloči le malo ljudi, po široki pa krene množica ljudi, mladi in stari, bogati in revni. Feliks se kot večina odloči za široko. Na tej poti so ponoči so razgrajali pijanci in kvartarji, ljudje so kradli in bili neusmiljeni. Prispeta v mesto Goljufija s sedmimi vhodi. Prva vrata so Napuh, druga  Lakomnost, naprej Nečistost, Nevoščljivost, Požrešnost, Jeza  in Lenoba. Stražar mestnih vrat nikomur ne brani v mesto, samo iz njega ne spušča ljudi. Ko vstopi, sreča popotnik bogate in revne, lenuhe, razgrajače in postopače. Mestu vladata lakomnost in nepravičnost. Pride do široke ulice, imenovane Lenoba, kjer ljudje slabo živijo v brezdelju. Ustavi se pred Hišo veselja, kjer v si zbrani jejo in pijejo, kartajo in eden drugega goljufajo, se prepirajo ter pretepajo. Nato se znajde na ozki ulici, kjer je Svetost. V hiši so za mizo sedeli Hinavščina, Napuh, Opravljanje in Nečednost. Feliksu se taka svetost ne zdi prava in po božji volji, zato žalosten tava po mestu, in obžaluje svojo odločitev. Do njega pristopi mladenič po imenu Poklic, ki mu obljubi, da ga bo rešil, če bo verjel v Boga in se bo odrekel ženskim spremljevalkam iz mesta. Mladenič je služabnik svete Bogoslužnosti, ki prebiva v mestu Resnice. Feliksa odpelje iz mesta Goljufije, ki mu vlada Hudič. Začne se Feliksovo potovanje po ozki, strmi poti, na njej pa spoznava osebe, ki so mu lahko samo v vzor. Najprej sreča Angela in mu prizna svojo zmoto ter prosi za usmiljenje. Angel nas preko nagovora Feliksu in njegove hude izkušnje pouči o tem, kako se ravnati kot zgleden krščanski človek. Od sedaj naprej mora Boga prositi, da spozna njegovo voljo in se naprej ravna po njej. V človeku morajo biti združene vera, upanje in ljubezen. Podajanje naukov deluje že skoraj katekizemsko – Angel postavlja vprašanja Feliksu (in s tem bralcem), nato pa nanje odgovarja. Na svoji poti sreča še sveto Samoto, ki ga je naučila živeti brez nepotrebnega, sveto Čisto misel, da je lažje očistil svoje srce in služil Bogu, kralja Resnice, kralja Strahubožjega, ki mu pokaže kako se iz ljubezni bati Boga, sveto Bogoslužnost, ki ga nauči, kako služiti Bogu, sveto Modrost, ta mu je dala potrebne nauke, sveto Potrpežljivost, sveto Molitev, sveto Čistost, sveto Ponižnost, na koncu pa se odpravi še do svete Pokore in ostane v semenišču. Osebe, ki jih torej srečuje na poti, so samo alegorična prispodoba krščanskih vrlin. Iz Feliksovega potovanja se torej naj bralci naučijo, da je lagodno življenje (široka in gladka pot), ki ga želi večina ljudi, tisto, ki pripelje do greha, človek se mora zavestno odpovedovati grešnim navadam in le tako bo Bog usmiljen.

### Razlaganje Svetiga evangelja v jih nedelj in zapovedanih praznikov cerkveniga leta
V delu je razložil poglavitne vsebine evangelijskih odlomkov, ki so jih poleg originalov v latinščini duhovniki pri maši brali tudi v slovenščini iz lekcionarjev. Slovenski lekcionarji so bili dolga stoletja edina povsem slovenska liturgična knjiga, hkrati del misala, pesmarica, katekizem in molitvenik. Svojih del Veriti ni namenil samo duhovnikom, ampak tudi ljudem, ki ne morejo v cerkev, in takim, ki hodijo v cerkev, kjer duhovnik ni bral ali razlagal evangelijev v slovenščini.

### Življenje svetnikov in Prestavni godovi
Delo je nastalo v letih 1828–1829 in doživelo dva ponatisa (1831, 1855). Življenjepise svetnikov je začel pisati že Mihael Hofman, dokončal pa Veriti s pomočjo svojega mentorja Andreja Albrechta. Nastale so štiri knjige, prvi dve sta izšli 1828, drugi dve leto kasneje. Svetniški življenjepisi ali hagiografije so na Slovenskem znane že od visokega in poznega veka dalje, množično pa so se pisale v baroku. Prva knjiga z razdelkoma Nauk in Molitev popisuje in razlaga praznike – kdaj je kak praznik, kakšen je njegov pomen, kaj mora vernik takrat početi in o čem premišljevati (Prestavni godovi:  nedelja (splošni nauk o vseh nedeljah in praznikih), Jezusovo obrezovanje, advent, štirje kvaterni tedni) ter prinaša zgodbe iz življenja svetnikov (Neprestavni godovi) za vsak dan v mesecih od januarja do konca marca. Veriti tako združi cerkveni koledar, ki določa bogoslužna opravila Rimskokatoliške cerkve za vsak dan v letu s koledarjem svetnikov, ki označuje, na kateri dan goduje določeni svetnik. Opremi ga še z razlago, naukom in molitvijo. Druga knjiga na enak način označuje praznike in svetnike od aprila do konca junija, tretja od julija do vključno septembra in zadnja od oktobra konca decembra. Veriti je tako na dobrih 2500 straneh v slovenski prostor prinesel eno izmed standardnih del nabožnega slovstva.
Koledar svetnikov na Wikipediji

### Nenatisnjena dela
- Pridige (1824–1827)
- Zapopadek evangelja (1845)
- Živlenjepisi starozaveznih svetnikov (1845)
- Zakaj in kako Jezusa ljubiti in mu služiti (1845)
- Psalmi Davida in njih kratko razlaganje (1849)
- Canzoni composte in varie occasioni da me F. V. (1798–1800)